# Amesa Szpenták
Az Amesa Szpenták isteni entitások, a Nagylelkű vagy Szent Halhatatlanok a zoroasztrizmusban. 
Zarathustra számos égi erőt említ, amelyek Ahura Mazdá teremtményei, s ezért alattvalói, de ők teremtenek kapcsolatot Ahura és tisztelői között.
Ahurához minden ima és dicsőítés a Halhatatlanok közvetítésével jut el, ő pedig rajtuk keresztül jutalmaz vagy büntet. Mindegyikük képviselheti a paradicsomot, a követendő emberi példát vagy az igaz vallást. Az Amesa Szpenták tehát voltaképpen közvetítők, akiken keresztül Isten kapcsolatba léphet az emberrel és az ember Istennel.
A későbbi hagyomány hét ilyen lény alkotta csoporttal számol, bár eltérések vannak a hét lény kilétét illetően, főként azzal kapcsolatban, hogy maga Ahura is közéjük tartozik-e vagy sem (ha nem, Szraosa ősi alakja kerül a helyére). Mind a hét lény a hét teremtés valamelyikének a védelmezője, amit a legfontosabb szertartásokon az adott lény jelképével fejeznek ki. Az Amesa Szpenták tehát a teológiában és a szertartásrendben is jelen vannak.
Ahura Mazdától és egyetlen Szent Lelkétől (Szpenta Mainju) eltekintve mind a hét erő egyszerre képviseli Ahura valamely sajátosságát és a megfelelő zoroasztriánus hívő valamelyik tulajdonságát.
A Halhatatlanok absztrakt természete már neveikből is érzékelhető. Mindegyikük az isteni lét valamely aspektusát képviseli, amelyben az ember osztozhat és kell is osztoznia. Csak Ahura Mazdá teremtő, szent, bőkezű szelleméből nem részesedhet az ember.
Az Ahurától különböző hat lény a következő:
- Asa Vahista: igazságosság, becsületesség
- Vohu Manah: az Ahura bölcsességét megszemélyesítő helyes gondolkodás
- Khszathra Varja: ő testesíti meg Ahura hatalmát, fenségét és erejét
- Szpenta Armaiti: szent odaadás, engedelmesség; az összhang és a vallási tisztelet megtestesítője
- Haurvatāt: teljesség; azt személyesíti meg, ami az egyén számára a megváltást jelent
- Ameretāt: szó szerint: halál-nélküliség; a megváltás egy másik mozzanatát, a halhatatlanságot személyesíti meg

Hozzáadhatjuk:
- Szraosa: engedelmesség
- Ashi: ajánlatok

A hat Amesa Szpenta az év hat hónapjára utal a mai iráni naptárban.
| Az Aveszta alakja            | Későbbi alak           | Nevének jelentése        | A felügyeletére bízott teremtmény | Rituális megjelenítője        |
| ---------------------------- | ---------------------- | ------------------------ | --------------------------------- | ----------------------------- |
| Ahura Mazdá (Szpenta Mainju) | Ohrmazd (Spenág Ménog) | Bölcs Úr (Szent Szellem) | az emberiség                      | pap                           |
| Vohu Manah                   | Vahman                 | Jó Gondolat              | szarvasmarhák                     | egy pohár tej                 |
| Asa (Vahista)                | Advahist               | (Legszentebb) Igazság    | tűz                               | rituális tűz                  |
| (Szpenta) Armaiti            | Szpendármad            | Szent Alázat             | föld                              | szent helyek                  |
| Kszatrah (Vairja)            | Sahrevar               | (Eszményi) Királyság     | az ég                             | kő mozsár és mozsártörő       |
| Haurvatat                    | Hordád                 | Teljesség                | víz                               | megszentelt víz               |
| Ameratat                     | Amurdád                | Halhatatlanság           | növények                          | haoma (szóma) és más növények |

## A szpenta és a szent szó kapcsolata
Czuczor Gergely és Fogarasi János ekképpen nyilatkozik szent szavunkról:
„Eredetre nézve közönségesen a latin sanctus-ból módosúltnak tartják, a közel jár hangokban is az ugyancsak a latinból származott franczia saint szóhoz, a szláv nyelvekben szvieti, szväti, szvati stb.; azonban figyelmet érdemel, hogy ez csaknem ugyanezen alakban a zend vagyis azon ős nyelvben is eléfordúl, melyen a zendaveszta van írva, ú. m. szpenta, melyhez a föntebb., szláv szók is közelebb állnak hangokban, mint a latin ,sanctus’ szóhoz. A mongolban is szain (fn. és mn. jó, szép, nemes) gyakran használtatik jelzőül a vallásos és isteni dolgokban, pl. szain edor, szép v. jó nap; és ünnep (szent nap, szent idő), szain dzarlik szép v. jó beszéd; és a vallás alaptudománya; ettől származik szaitai v. szaitu (jó, szép, igen szép).”